# 배은심
배은심(1939년 12월 9일(음력) ~ 2022년 1월 9일)은 대한민국의 학생운동가 이한열의 어머니이자 사회운동가이다. 생전 이한열의 못다 이룬 꿈을 대신 이뤄주려 민주화 운동에 참여했다.

## 가족 관계
- 배우자: 이병섭 ( 1934년 12월 27일 (음력)~ 1995년 10월 20일)
  - 아들: 이한열 (1966년 8월 29일 ~ 1987년 7월 5일)

## 같이 보기
- 이소선